# Lista de governadores das unidades federativas do Brasil (2007–2011)

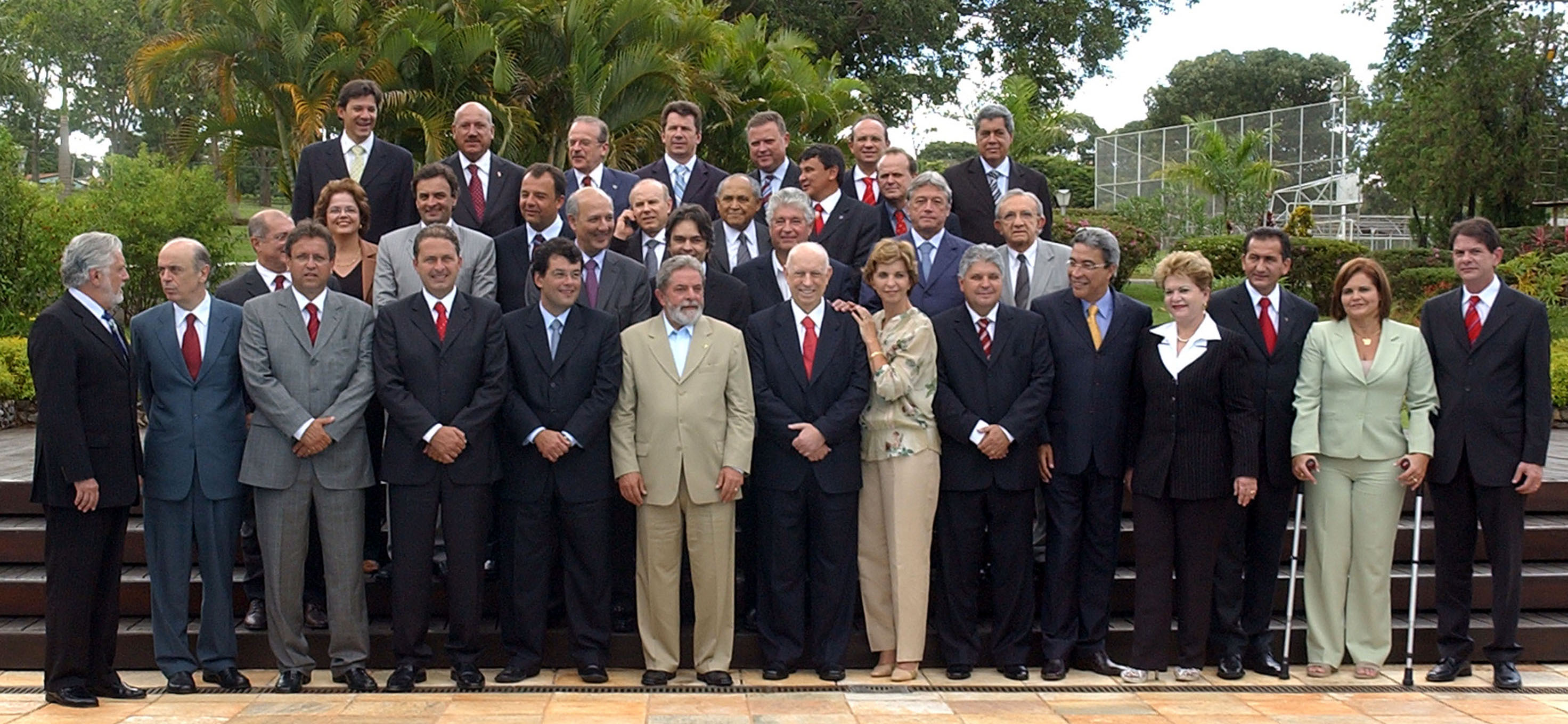
Reunião do presidente da República com os governadores em 6 de março de 2007
Legenda:
1) No degrau mais alto, da esquerda para a direita: ministro Fernando Haddad, gov. Luís Henrique da Silveira (Santa Catarina), ministro Tarso Genro, gov. Ivo Cassol (Rondônia), gov. Blairo Maggi (Mato Grosso), gov. Paulo Hartung (Espírito Santo) e gov. André Puccinelli (Mato Grosso do Sul).
2) Na fileira central, da esquerda para a direita: ministro Paulo Bernardo Silva, ministra Dilma Roussef, gov. Aécio Neves (Minas Gerais), gov. Sérgio Cabral Filho (Rio de Janeiro), gov. José Roberto Arruda (Distrito Federal), ministro Guido Mantega (ao celular), ex-gov. Cássio Cunha Lima (Paraíba), ex-gov. falecido Ottomar Pinto (Roraima), gov. Roberto Requião (Paraná), gov. Wellington Dias (Piauí), desconhecido, gov. Teotônio Vilela Filho (Alagoas) e ex-gov. Jackson Lago (Maranhão).
3) Na fileira inferior, da esquerda para a esquerda: gov. Jaques Wagner (Bahia), gov. José Serra (São Paulo), ex-gov. Marcelo Miranda (Tocantins), gov. Eduardo Campos (Pernambuco), gov. Eduardo Braga (Amazonas), presidente Luiz Inácio Lula da Silva, vice-presidente José Alencar, gov. Yeda Crusius (Rio Grande do Sul), gov. Alcides Rodrigues (Goiás), Marcelo Déda (Sergipe), gov. Wilma de Faria (Rio Grande do Norte), gov. Waldez Góes (Amapá), Ana Júlia Carepa (Pará) e gov. Cid Gomes (Ceará).
Obs: O único governador ausente foi Binho Marques, do Acre.

Esta é uma lista dos governadores das 27 unidades federativas do Brasil no mandato 2007-2011.
| Unidade federativa  | Governador              | Governador | Partido | Vice-governador           | Vice-governador | Partido |
| ------------------- | ----------------------- | ---------- | ------- | ------------------------- | --------------- | ------- |
| Acre                | Binho Marques           |            | PT      | Carlos Correia de Messias |                 | PP      |
| Alagoas             | Teotônio Vilela Filho   |            | PSDB    | José Thomaz Nonô          |                 | PMDB    |
| Amapá               | Pedro Paulo Dias        |            | PP      | nenhum                    |                 |         |
| Amazonas            | Omar Aziz               |            | PMN     | nenhum                    |                 |         |
| Bahia               | Jaques Wagner           |            | PT      | Edmundo Pereira Santos    |                 | PMDB    |
| Ceará               | Cid Gomes               |            | PSB     | Francisco Pinheiro        |                 | PT      |
| Distrito Federal    | Rogério Rosso           |            | PMDB    | Ivelise Longhi            |                 | PMDB    |
| Espírito Santo      | Paulo Hartung           |            | PMDB    | Ricardo Ferraço           |                 | PSDB    |
| Goiás               | Alcides Rodrigues       |            | PP      | Ademir Menezes            |                 | PR      |
| Maranhão            | Roseana Sarney          |            | PMDB    | João Alberto de Souza     |                 | PMDB    |
| Mato Grosso         | Silval Barbosa          |            | PMDB    | nenhum                    |                 |         |
| Mato Grosso do Sul  | André Puccinelli        |            | PMDB    | Murilo Zauith             |                 | DEM     |
| Minas Gerais        | Antônio Anastasia       |            | PSDB    | nenhum                    |                 |         |
| Pará                | Ana Júlia Carepa        |            | PT      | Odair Santos Correia      |                 | PSB     |
| Paraíba             | José Maranhão           |            | PMDB    | Luciano Cartaxo           |                 | PT      |
| Paraná              | Orlando Pessuti         |            | PMDB    | nenhum                    |                 |         |
| Pernambuco          | Eduardo Campos          |            | PSB     | João Soares Lyra Neto     |                 | PDT     |
| Piauí               | Wilson Martins          |            | PSB     | nenhum                    |                 |         |
| Rio de Janeiro      | Sérgio Cabral Filho     |            | PMDB    | Luís Fernando de Sousa    |                 | PMDB    |
| Rio Grande do Norte | Iberê Ferreira          |            | PSB     | nenhum                    |                 |         |
| Rio Grande do Sul   | Yeda Crusius            |            | PSDB    | Paulo Feijó               |                 | DEM     |
| Rondônia            | João Cahulla            |            | PPS     | nenhum                    |                 |         |
| Roraima             | José de Anchieta Júnior |            | PSDB    | nenhum                    |                 |         |
| São Paulo           | Alberto Goldman         |            | PSDB    | nenhum                    |                 |         |
| Santa Catarina      | Leonel Pavan            |            | PSDB    | nenhum                    |                 |         |
| Sergipe             | Marcelo Déda            |            | PT      | Belivaldo Chagas Silva    |                 | PSB     |
| Tocantins           | Marcelo Miranda         |            | PMDB    | Paulo Sidnei              |                 | PPS     |
| Tocantins           | Carlos Gaguim           |            | PMDB    | Eduardo Machado           |                 | PDT     |

| Partido                                     | n.º de unidades federativas governadas |
| Partido do Movimento Democrático Brasileiro | 9                                      |
| Partido da Social Democracia Brasileira     | 6                                      |
| Partido dos Trabalhadores                   | 4                                      |
| Partido Socialista Brasileiro               | 4                                      |
| Partido Progressista                        | 2                                      |
| Partido da Mobilização Nacional             | 1                                      |
| Partido Popular Socialista                  | 1                                      |
| Total                                       | 27                                     |